# حزب قلب تونس
قلب تونس هو حزب سياسي تونسي، أسسه نبيل القروي عام 2019.

## التاريخ
في 25 يونيو 2019، أصبح نبيل القروي رئيسًا للحزب، المعروف سابقًا باسم الحزب التونسي للسلام الاجتماعي. في يوليو، أعلن أن حزبه يخوض الانتخابات البرلمانية في 33 دائرة انتخابية، مع ثماني نساء و 25 رجلاً في القائمة، بمن فيهم بعض من نداء تونس مثل رضا شرف الدين. هو نفسه يترشح للرئاسة في سبتمبر. ومع ذلك في 8 يوليو 2019، وجهت إليه تهمة غسل الأموال، ومنع من مغادرة البلاد وتم تجميد ممتلكاته. قُبض عليه في 23 أغسطس بموجب مذكرة توقيف صادرة عن شعبة الاتهام التابعة لمحكمة الاستئناف بتونس. ندد الحزب عبر بيان «الممارسات الفاشية». على الرغم من إلقاء القبض عليه، يتم الحفاظ على ترشيحه، لأنه لم يصدر ضده من قبل المحاكم.

### الانتخابات التشريعية 2019
في أكتوبر 2019، انتصر حزب قلب تونس في الانتخابات البرلمانية وحصل على المركز الثاني بعد حركة النهضة. حيث تحصل الحزب على 38 مقعدا بالبرلمان بعدد أصوات فاق الـ400 ألف.

### الأداء البرلماني
بتاريخ 13 نوفمبر 2019، تكونت كتلة حزب قلب تونس بمجلس نواب الشعب وكان عدد نوابها عند بداية المدة النيابية 38. انشق عن الكتلة 15 عضوا وانضم 6 آخرون أي أن عدد نوابها مع نهاية المدة النيابية بلغ 28 عضوا. كما شغلت سميرة الشواشي النائبة عن الحزب، منصب النائبة الأولى لرئيس مجلس نواب الشعب.

### اجراءات 25 يوليو
بعد اجراءات الـ25 من يوليو 2021، والمتعلقة بتجميد البرلمان وحل حكومة هشام المشيشي، غادر رئيس الحزب نبيل القروي البلاد عبر اجتياز الحدود بطريقة «غير مشروعة» وأيضا رئيس الكتلة البرلمانية للحزب أسامة الخليفي ظل في منفاه بفرنسا. كما أعلن الحزب رفضه لهذه الإجراءات ووصفها بـ«الإنقلاب». واعتبر قرارات الرئيس قيس سعيد خرق جسيم للدستور ورجوع بالبلاد إلى «الحكم الفردي».